# Rigadin est trop beau
Pour plus de détails, voir Fiche technique et Distribution.
Rigadin est trop beau est un film muet français réalisé par Georges Monca, sorti en 1910.

## Fiche technique
- Titre : Rigadin est trop beau
- Réalisation : Georges Monca
- Scénario :
- Photographie :
- Montage :
- Société de production : Société cinématographique des auteurs et gens de lettres (S.C.A.G.L)
- Société de distribution : Pathé Frères
- Pays d'origine :  France
- Langue : film muet avec les intertitres en français
- Métrage :
- Format : Noir et blanc — 35 mm — 1,33:1 — Muet
- Genre :  Comédie
- Durée :
- Dates de sortie : 
  - France : 1910

## Distribution
- Charles Prince : Rigadin
- Nelly Nelson
- Gaston Sainrat
- Paul Fromet
- Victor Benoit
- Renée Sylvaire
- Marcelle Barry
- Germaine Lançay
- Nancy Vallier
- Angèle Decori
- Paul Polthy
- Yvonne Harnold
- Gabrielle Chalon
- Fernande Bernard